# Konklave 1740
Das Konklave von 1740 trat nach dem Tod Papst Clemens’ XII. († 6. Februar 1740) zusammen und tagte vom 19. Februar 1740 bis zum 17. August 1740. Es wählte Benedikt XIV. zum Papst.

## Kardinalskollegium

### Teilnehmer
Folgende Kardinäle nahmen am Konklave teil:
- Pietro Ottoboni, Kardinalbischof von Ostia e Velletri, Kardinaldekan
- Tommaso Ruffo, Kardinalbischof von Porto e Santa Rufina, Kardinalsubdekan
- Annibale Albani, Kardinalbischof von Sabina
- Giovanni Battista Altieri der Jüngere Kardinalbischof von Palestrina
- Lodovico Pico della Mirandola, Kardinalbischof von Albano
- Pier Marcellino Corradini, Kardinalbischof von Frascati
- Armand-Gaston-Maximilien de Rohan, Bischof von Straßburg
- Giulio Alberoni
- Thomas Philippe Wallrad d’Hénin-Liétard d’Alsace-Boussu de Chimay, Erzbischof von Mecheln
- Luis Antonio Belluga y Moncada, CO
- Vincenzo Petra
- Niccolò Coscia
- Angelo Maria Quirini OSBCas, Bischof von Brescia
- Francesco Antonio Finy
- Prospero Lambertini, Erzbischof von Bologna, als Benedikt XIV. zum Papst gewählt
- Niccolò Maria Lercari
- Sigismund von Kollonitz Erzbischof von Wien
- Philipp Ludwig von Sinzendorf, Bischof von Győr
- Vincenzo Ludovico Gotti OP
- Leandro Porzia OSBCas, Bischof von Bergamo
- Pierluigi Carafa iuniore
- Giuseppe Accoramboni
- Camillo Cibo
- Francesco Borghese
- Carlo Vincenzo Ferreri OP, Bischof von Vercelli
- Bartolomeo Massei
- Vincenzo Bichi
- Giuseppe Firrao, Erzbischof, Bischof von Aversa
- Antonio Saverio Gentili
- Giovanni Antonio Guadagni OCD, Bischof von Arezzo
- Troiano Acquaviva d'Aragona
- Domenico Riviera
- Marcello Passeri
- Pompeio Aldrovandi
- Pietro Maria Pieri OSM
- Giacomo Lanfredini
- Giuseppe Spinelli, Erzbischof von Neapel
- Joseph Dominikus von Lamberg, Bischof von Passau
- Henri Oswald de La Tour d’Auvergne, Erzbischof von Vienne
- Raniero d’Elci, Erzbischof von Ferrara
- Carlo Rezzonico seniore
- Domenico Silvio Passionei
- Silvio Valenti Gonzaga, Legat in Bologna
- Gaetano Stampa, Erzbischof von Mailand
- Pierre-Guérin de Tencin, Erzbischof von Embrun
- Carlo Maria Marini
- Alessandro Albani O.S.Io.Hieros.
- Niccolò del Giudice
- Neri Maria Corsini
- Bartolomeo Ruspoli
- Agapito Mosca
- Giovanni Battista Spinola
- Marcellino Corio
- Prospero Colonna
- Carlo Maria Sacripante

### Abwesende Kardinäle
Die folgenden Kardinäle nahmen nicht am Konklave teil:
- Lorenzo Altieri
- Nuno da Cunha e Ataíde
- Melchior de Polignac
- Benedetto Erba-Odescalchi
- Léon Potier des Gesvres
- Damian Hugo Philipp von Schönborn, Bischof von Speyer
- André-Hercule de Fleury
- João da Mota e Silva
- Luis de Borbón y Farnesio
- Tomás de Almeida, Patriarch von Lissabon
- Gaspar de Molina y Oviedo OESA, Bischof von Málaga
- Jan Aleksander Lipski, Bischof von Krakau

## Verlauf
Da Papst Clemens XII. fast während seines gesamten Pontifikats erblindet und bettlägerig war, hatten die katholischen Mächte schon früh Dispositionen für die Nachfolge getroffen. Als im Oktober 1739 mit dem baldigen Tod des Papstes gerechnet werden musste, hatte der Ministerrat in Wien Instruktionen an Kardinal Giudice und Minister Harrach in Rom gesandt und Kaiser Karl VI. die kaiserlichen Kardinäle Lamberg, Sinzendorf, Kollonitsch und Schönborn zur eiligen Abreise gedrängt (und ihnen 12.000 Gulden Spesen angewiesen), weil zu befürchten war, dass der Kardinalnepot Neri Corsini auf einen baldigen Konklavebeginn dringen würde, um die auswärtigen Kardinäle von der Papstwahl auszuschließen.
Das Konklave begann am 19. Februar 1740. Zu diesem Zeitpunkt waren von den 68 lebenden Kardinälen erst 32 anwesend; bis zum April trafen noch weitere 24 ein. Neuartig und bezeichnend für dieses Konklave war, dass sich die üblichen Fraktionen des Wahlkollegiums zu zwei großen Unionen zusammenschlossen, die sich mit kleineren Verschiebungen während des gesamten Verlaufs im Gleichgewicht hielten. Die eine Union waren die Franzosen und Österreicher, die sich mit den „jungen“ Kardinälen, hauptsächlich Kreaturen Clemens’ XII., unter der Führung Neri Corsinis zusammentaten. Die Gegenpartei bildeten Spanien, Neapel und Toskana mit den „alten“ Kardinälen um den Camerlengo Annibale Albani. Mit der Führung des kaiserlichen Secretums (der Vertretung der kaiserlichen Interessen im Konklave) war zunächst der Konprotektor der deutschen Nation, Kardinal Niccolò del Giudice betraut, später der erst am 20. Februar 1740 aus Wien abgereiste Reichs- und Erblandprotektor Kardinal Kollonitsch.
Nachdem sich das Konklave länger als ein halbes Jahr hingezogen hatte, wurde schließlich am 17. August 1740 überraschend Kardinal Prosper Lambertini gewählt, der aus Verbundenheit mit Benedikt XIII., der ihn zum Kardinal erhoben hatte, den Papstnamen Benedikt XIV. annahm.